# أليخاندرو بوزو
اليجاندرو بوزو (بالإسبانية: Alejandro Pozo Pozo)‏ (22 فبراير 1999 في إسبانيا - ) هو لاعب كرة قدم إسباني في مركز الوسط. لعب مع نادي غرناطة.

## وصلات خارجية
- أليخاندرو بوزو على موقع الاتحاد الأوربي (الإنجليزية)
- أليخاندرو بوزو على موقع إي إس بي إن إف سي (الإنجليزية)
- أليخاندرو بوزو على موقع قاعدة بيانات كرة القدم.إي يو (الإنجليزية)
- أليخاندرو بوزو على موقع ناشيونال فوتبول تيمز (الإنجليزية)
- أليخاندرو بوزو على موقع Soccerbase.com (لاعب) (الإنجليزية)
- أليخاندرو بوزو على موقع Soccerway.com (الإنجليزية)
- أليخاندرو بوزو على موقع عالم كرة القدم.نت (الإنجليزية)
- أليخاندرو بوزو على موقع AS.com (الإسبانية)